# Зверозъби влечуги
Зверозъбите влечуги (Theriodontia) са група праисторически животни, едно от главните подразделения на Therapsida. Традиционно към тях се причисляват подобни на бозайниците влечуги, живели от средния перм до средната креда. При монофилетична дефиниция на групата тя обхваща също и бозайниците, които произлизат от праисторическите зверозъби.

## Класификация
Theriodontia – Зверозъби влечуги
- †Gorgonopsia
- Eutheriodontia
  - †Therocephalia
  - Cynodontia
    - Mammaliformes
      - Mammalia – Бозайници